# Sure (chanson de Take That)
Singles de Take That
Love Ain't Here Anymore
(1994) Back for Good
(1995)
Clip vidéo
[vidéo] « Sure », sur YouTube
Sure est une chanson du boys band anglais Take That. Elle est incluse dans leur troisième album studio, intitulé Nobody Else et sorti (au Royaume-Uni) en mai 1995.
Le 3 octobre 1994, environ sept mois avant la sortie de l'album, la chanson a été publiée en single. C'était le premier single qui serait inclus dans cet album.
Le single a débuté à la 1re place du hit-parade britannique (pour la semaine du 9 au 15 octobre 1994) et gardé cette place une semaine de plus.